# Rotax 503
Der Rotax 503 ist einer aus einer Reihe von kleinen Kolbenmotoren, hauptsächlich für Luftfahrtanwendungen. Er wurde bis 2011 von dem österreichischen Hersteller Rotax gefertigt und vertrieben. Seitdem werden noch Ersatzteile geliefert.
Es handelt sich um einen mit Gebläse ausgerüsteten 2-Zylinder-Zweitaktmotor, der sowohl für eine Zug- als auch Druckluftschraube geeignet ist. Auf die Zwangskühlung durch das Gebläse kann verzichtet werden, wenn der Motor eine Zugschraube antreibt und Luftführungen und Leitbleche die Kühlung durch die Stauluft sichern. Der Motor ist für Experimental- und UL-Flugzeuge zugelassen. Er verfügt über eine doppelte elektrische Zündanlage und kann mit einem (Modell 503 UL-1V) oder zwei (Modell 503 UL-2V) Vergasern geliefert werden. Außerdem werden für das Untersetzungsgetriebe verschiedene Drehzahlverhältnisse angeboten.
Als weitere Ausrüstungs-Optionen stehen Elektrostarter, Lichtmaschine und Schalldämpfer zur Auswahl.

## Technische Daten
| Kenngröße                    | 503 UL-1V         | 503 UL-2V         |
| ---------------------------- | ----------------- | ----------------- |
| Leistung kW                  | 34 bei 6500/min   | 37 bei 6500/min   |
| Drehmoment Nm                | 37,6 bei 5900/min | 41,3 bei 6000/min |
| Höchstdrehzahl               | 6800/min          | 6800/min          |
| Bohrung mm                   | 72                | 72                |
| Hub mm                       | 61                | 61                |
| Hubraum cm³                  | 496,7             | 496,7             |
| Verdichtung                  | 10,8 : 1          | 10,8 : 1          |
| Gewicht (ohne Getriebe) kg   | 37,6              | 38,8              |
| Breite mm                    | 513               | 513               |
| Höhe mm (je nach Getriebe)   | 374/426           | 374/426           |
| Länge mm (je nach Getriebe)  | 556/564           | 556/564           |
| Spezifischer Verbrauch g/kWh | 510               | 500               |